# Martin Pacek
Martin Pacek (* 28. dubna 1987 Kristianstad, Švédsko) je švédský zápasník–judista polského původu.

## Sportovní kariéra
Narodil se ve Švédsku Kristianstadu do polské rodiny. Jeho otec Ryszard, bývalý zápasník–klasik původem z Valbřichu imigroval do Švédska začátkem osmdesátých let. Judu se věnuje vrcholově i jeho mladší bratr Robin. Zápasit začal v 7 letech po vzoru svého otce. Judu se věnoval v klubu Kristianstad JK pod vedením Mattse Premberga. Vrcholově se sportu věnuje ve Stockholmu v policejním tréninkovém centru SPIF. Ve švédské seniorské reprezentaci se pohybuje od roku 2008 v polotěžké váze. V roce 2011 kvůli svalovému zranění nohy přišel o podstatnou část sezony. V roce 2012 mu scházely body pro kvalifikaci na olympijské hry v Londýně. V roce 2016 se kvalifikoval na olympijských hrách v Riu jako světová čtyřka, ale v úvodním kole nestačil na Korejce Čo Ku-hama.

### Vítězství
- 2014 - 1x světový pohár (Čching-tao)
- 2015 - 1x světový pohár (Ťumeň)
- 2016 - 2x světový pohár (Tbilisi, Ťumeň)

## Výsledky
| Olympijské hry     |     |     |    | —   |     |     |   | —   |     |     |     | úč. |     |  |  |  |  |  |  |  |  |  |  |  |  |
| Mistrovství světa  | —   |     | —  |     | úč. | úč. | — |     | úč. | 5.  | úč. |     | úč. |  |  |  |  |  |  |  |  |  |  |  |  |
| Evropské hry       |     |     |    |     |     |     |   |     |     |     | úč. |     |     |  |  |  |  |  |  |  |  |  |  |  |  |
| Mistrovství Evropy | —   | —   | —  | úč. | úč. | úč. | — | úč. | úč. | úč. | úč. | úč. | úč. |  |  |  |  |  |  |  |  |  |  |  |  |
| ME do 23 let       | —   | —   | 5. | úč. | úč. |     |   |     |     |     |     |     |     |  |  |  |  |  |  |  |  |  |  |  |  |
| ME juniorů         | úč. | úč. |    |     |     |     |   |     |     |     |     |     |     |  |  |  |  |  |  |  |  |  |  |  |  |